# تام لاولور
تام لاولور (انگلیسی: Tom Lawlor؛ زادهٔ ۱۵ مهٔ ۱۹۸۳) کشتی‌گیر کشتی حرفه‌ای، ورزشکار هنرهای رزمی ترکیبی و کشتی‌گیر اهل ایالات متحده آمریکا است.